# Twilight of the Gods
Twilight of the Gods är det svenska black metal/viking metal bandet Bathorys sjätte album, utgivet 1991 genom Black Mark Production. Twilight of the Gods var Bathorys första album att utges i CD-format. Albumet var ursprungligen menat att vara Bathorys sista.
Skivan uppföljer Hammerheart genom att ta experimenterandet med viking metal-soundet ännu ett steg längre och hämtade inspiration från bl.a. klassisk musik (som enligt Quorthon inspirerat honom mer än heavy metal sedan tredje skivan). Framför allt märks det i spåret "Hammerheart" som nästan helt och hållet lyfts från Gustav Holsts "Planeterna" (Jupiter) med samma melodi som en del i stycket fast med text skriven av Quorthon.

## Låtlista
1. "Prologue - Twilight of the Gods - Epilogue" – 14:02
2. "Through Blood by Thunder" – 6:16
3. "Blood and Iron" – 10:25
4. "Under the Runes" – 5:59
5. "To Enter Your Mountain" – 7:38
6. "Bond of Blood" – 7:35
7. "Hammerheart" – 4:57

- Text: Quorthon
- Musik: Quorthon (spår 1–6), Gustav Holst (spår 7) (från The Planets, Op 32, arrangerad av Quorthon)

## Medverkande
Musiker (Bathory-medlemmar)
- Quorthon (Thomas Börje Forsberg) – sång, gitarr, texter & musik
- Kothaar – basgitarr ("Kothaar" var namnet på diverse musiker som spelade i Bathory)
- Vvornth – trummor ("Vvornth" var namnet på diverse musiker som spelade i Bathory)

Produktion
- Boss (Stig Börje Forsberg) – producent
- Rex Gisslén – ljudtekniker
- Quorthon – omslagsdesign, foto
- Rick Ridgew – foto
- Oscar Kihlborg – foto